# Agnès de Montbéliard
Pour les articles homonymes, voir Agnès de Chalon.
 (novembre 2019).
Si vous disposez d'ouvrages ou d'articles de référence ou si vous connaissez des sites web de qualité traitant du thème abordé ici, merci de compléter l'article en donnant les références utiles à sa vérifiabilité et en les liant à la section « Notes et références ».
Agnès de Montbéliard, morte vers 1377, est l'héritière du comté de Montbéliard.

## Biographie

### Origines
Agnès de Montbéliard est la fille aînée de Renaud de Bourgogne, comte de Montbéliard, et de Guillemette de Neufchâtel.

### Héritière de Montbéliard
Elle épouse Henri de Montfaucon, qui devint de ce fait comte de Montbéliard, le 24 avril 1320. Henri de Montfaucon succéda au comté de Montbéliard du chef de sa femme, Agnès de Montbéliard, par un traité de partage de la succession d'Othenin de Montbéliard en 1332.
Agnès est invitée par le roi Jean II de France, dit Jean le Bon, en 1350 et 1352, à venir avec les autres barons du duché de Bourgogne servir contre les Anglais lors de la guerre de Cent Ans. Les hommes d'armes présents au combat possédant les plus grands fiefs, et ceux que dirigeait le comte de Montbéliard furent les plus nombreux, sous la bannière de Philippe le Hardi, duc de Bourgogne et quatrième fils de Jean le Bon. Henri comte de Montbéliard reçut des appointements, comme les autres vassaux de la Franche-Comté, pour avoir servi vaillamment dans les armées de Philippe le Hardi, duc de Bourgogne[réf. à confirmer].
Le comté de Montbéliard fut très éprouvé par une succession de malheurs. Une première fois, il fut ravagé en 1349 par la peste noire, puis engagé par la guerre de Cent Ans et par une guerre qui dura plus de trente ans : le conflit entre  deux baronnies, les barons comtois, partisans d'Agnès de Montbéliard d'un côté, et de Louis de Neufchâtel de l'autre, se disputant la suzeraineté du val de Morteau depuis le partage de l'immense succession des Montfaucon.
La devise du comté de Montbéliard était : « Dieu seul est mon appui ».

### Succession
Les domaines de Jeanne de Montfaucon avaient apporté en dot, au comte Louis de Neufchâtel, les terres du prieuré de Morteau, le val de Vennes, le Chatelneuf de Vuillafans, les seigneuries de Veral et de Bouclans, le château d'Aigremont et la moitié indivisible de la terre de Réaumont avec cinquante gentilshommes dans la haute Bourgogne.
Les terres seigneuriales de la Marche, de Braicho et de Longchamps, situées de l'autre côté de la Saône dans le bailliage d'Auxonne, étaient entremêlées avec celles de Girard de Montfaucon et Henri de Montbéliard (oncles paternels de Jeanne).
Louis Ier de Neuchâtel, comte après le décès de son père Rodolphe V en mars 1343, devint le vassal du sire de Montfaucon. Henri de Montfaucon fit saisir une partie de ses biens hérités, pour défaut d'hommage, et ordonna la construction du château de Réaumont sur la seigneurie de Valengin et Marteau, ce qui était un affront pour le comte Louis de Neuchâtel. Le conflit entre les deux familles venait de commencer.

## Famille
ELle épouse Henri de Montfaucon, dont sont issus :
- Étienne, (1325-1397), qui lui succède comme seigneur de Montfaucon et comte de Montbéliard,
- Gauthier Jean et Marguerite mort très jeune,
- Jeanne (? - après 1370), elle épouse en premières noces Hugues de Joinville seigneur de Gex, puis en secondes noces Guillaume de Vergy, elle a Henriette, (? - 27 décembre 1427), épouse de Jean de Longwy,
- Reinard, tué à la bataille de Sempach contre les autrichiens en 1386,
- Louis († 25 juillet 1362), doyen puis archevêque de Besançon,
- Louise, qui épouse, le 10 novembre 1343, Jean III de Cossonay, sire de Cossonay, fils de Louis Ier de Cossonay et Isabelle de Grandson.